# New Black Panthers Ronchi dei Legionari
I New Black Panthers sono una squadra maschile di baseball di Ronchi dei Legionari, comune in provincia di Gorizia.

## Storia
I primi Black Panthers nacquero ufficialmente il 20 giugno 1959, quando si riunì il primo consiglio direttivo che sancì la fondazione societaria. Come presidente fu nominato Alberto Calligaris, incaricato nonostante la giovane età di 17 anni.
Il primo terreno di gioco ad ospitare le partite del club fu in prato situato nei pressi dell'aeroporto della cittadina giuliana, mentre la prima iscrizione ad un campionato risale al 1960. Prima di quell'anno erano stati disputati solo tornei amichevoli o match di esibizione. Nel 1964 Felice Giacconi succede a Calligaris nel ruolo di presidente.
Nel 1969 per Ronchi arrivò la prima partecipazione alla Serie A, ma nonostante l'ultima posizione fu evitata la retrocessione grazie all'allargamento del numero di squadre partecipanti, che passò da 8 a 12. Nello stesso anno fu inaugurato lo Stadio Enrico Gaspardis. I Black Panthers rimasero in Serie A fino al 1975, per poi ritornarvi per un breve periodo nel biennio 1980-1981.
A Giacconi, presidente dal 1964 al 1982, si susseguirono Domenico Ustulin (1982), Tito Bonessi (1983) e dal 1984 Luciano Marcolin, uno degli iniziali fondatori. Complice una difficile situazione economica, nel 1999 il club fu rifondato prendendo l'attuale denominazione New Black Panthers.
Nel 2008 i New Black Panthers militavano in Serie C1, ma una rapida ascesa li portò a raggiungere la Serie A Federale nel giro di quattro anni. Nel 2013 Ronchi partecipa all'Italian Baseball League, ma dopo un anno vi rinuncia per tornare in Serie A Federale.